# Estatuto de Autonomía de la Comunidad Valenciana de 1982
El Estatuto de Autonomía de la Comunidad Valenciana, (en valenciano: Estatut d'Autonomia de la Comunitat Valenciana) es la norma autonómica básica de la Comunidad Valenciana (España). El estatuto de autonomía regula los órganos de autogobierno de esta Comunidad autónoma, llamados de forma genérica como Generalidad Valenciana. 
La Comunidad Valenciana estuvo regida por el Estatuto de Autonomía de 1982 hasta el año 2006, en que se puso fin a la reforma del Estatuto; desde el 11 de abril del 2006, la norma básica autonómica es el Estatuto de Autonomía de la Comunidad Valenciana de 2006.

## Antecedentes

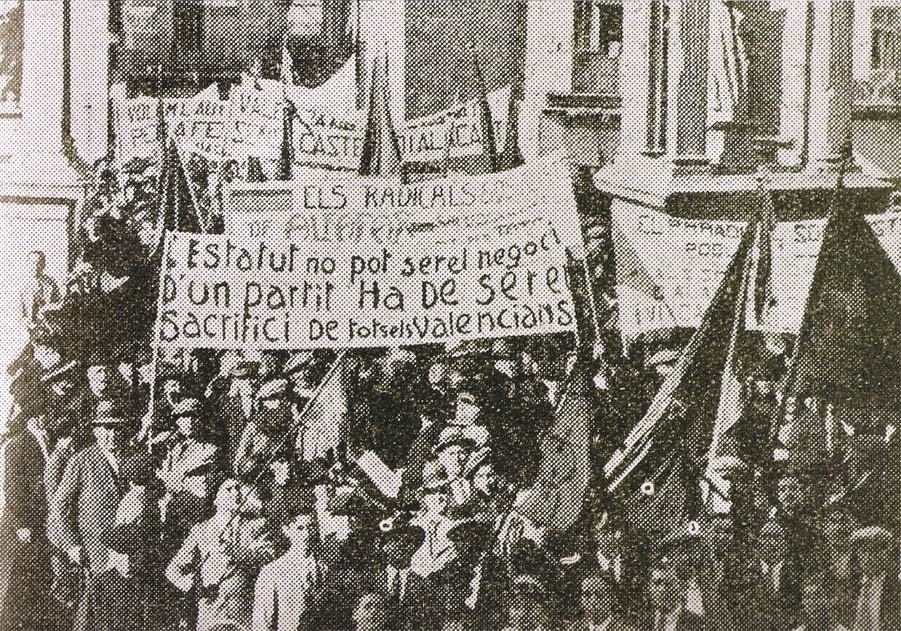
Manifestación pro-Estatuto de Autonomía en Alcira en 1932.

Con anterioridad, en 1919, se había trabajado en un proyecto de Mancomunidad Valenciana, y en la década de 1930, durante la Segunda República Española, se realizaron y propusieron diversos proyectos de estatuto autonómico a cargo de distintas formaciones políticas y sociales (PURA, julio de 1931; Comité Regional de Levante de la CNT, diciembre de 1936; Esquerra Valenciana, febrero de 1937 y Unión Republicana, marzo de 1937) ninguno de los cuales sin embargo conseguiría salir adelante, así como el gobierno autónomo y revolucionario del Comité Ejecutivo Popular entre 1936 y 1937, abortándose todo esfuerzo autonomista tras la toma en 1939 de la región por el ejército sublevado contra la República, hasta la restauración democrática de finales de la década de 1970.
El Estatuto de Autonomía de 1982 fue la primera vez, desde la abolición de los Fueros de Valencia con los decretos de Nueva Planta (1707), que la actual Comunidad Valenciana tenía una cierta capacidad de autogobierno. El estatuto fue por primera vez aprobado por la Ley Orgánica 5/1982, de 1º de julio, de Estatuto de Autonomía de la Comunidad Valenciana  [DOGV núm. 74, de 15 de julio].

## Estructura

### Preámbulo
Preámbulo.

El presente Estatuto constituye la manifestación de la voluntad autonómica del pueblo de las provincias valencianas, tras su etapa preautonómica, a la que accedió en virtud del Real Decreto-ley 10/1978, por el que se creaba el Consell del País Valenciano.
Aprobada la Constitución española, es, en su marco, donde la tradición valenciana proveniente del histórico Reino de Valencia se encuentra con la concepción moderna del País Valenciano, dando origen a la autonomía valenciana, como integradora de ambas corrientes de opinión que enmarcan lo valenciano en un concepto cultural propio en el estricto marco geográfico que comprende.
Estatuto de Autonomía de la Comunidad Valenciana